# Bibliothèques en Azerbaïdjan
Les bibliothèques azerbaïdjanaises sont divisées en 2 parties: étatiques et non étatiques. Les bibliothèques d'État sont la Bibliothèque nationale, la Bibliothèque d'État de la République autonome de Nakhitchevan; bibliothèques de la ville, du rayon, de la ville; bibliothèques scientifiques et culturelles républicaines; bibliothèques de l'État, du gouvernement, des entreprises et des organisations; la Bibliothèque scientifique centrale de l'Académie des sciences d'Azerbaïdjan et ses succursales. Les bibliothèques non étatiques sont des bibliothèques municipales, des bibliothèques d'associations publiques, des bibliothèques privées et autres de personnes morales et de particuliers étrangers, des bibliothèques créées conformément à la loi.

## Histoire
L'histoire de la bibliothéconomie en Azerbaïdjan ne peut pas être qualifiée d'ancienne. Pour la première fois, les bibliothèques ont été créées dans les bâtiments des mosquées et des palais. La première bibliothèque accessible au public sur le territoire de l’Azerbaïdjan moderne a été ouverte le 1er août 1894 avec l’autorisation du gouverneur de Bakou, Gorchakov. Mais son activité n'a pas duré longtemps. En 1922, la Bibliothèque nationale a été ouverte, qui existe encore aujourd'hui, et est la bibliothèque la plus grande et la plus connue du pays. En outre, les plus célèbres sont la bibliothèque présidentielle, la bibliothèque scientifique centrale de l'ANAS et la bibliothèque républicaine de la jeunesse du nom de Jafar Jabbarli.
En Azerbaïdjan, le système de bibliothèques comprend des bibliothèques publiques et non étatiques. Les grands principes de la politique de l'État dans le domaine du travail des bibliothèques et les obligations de l'État sont la fourniture de l'accessibilité des ressources culturelles et informationnelles pour tous, la protection et le développement des fonds de la bibliothèque d'État, des bibliothèques nationales et la création d'un système d'approvisionnement permanent de littérature étrangère, etc.

## Bibliothèque nationale
La Bibliothèque nationale est l'une des plus grandes bibliothèques nationales du Caucase. La bibliothèque a été créée en 1922. L'ouverture officielle a eu lieu le 23 mai 1923. En 1925, le fonds comptait 51 000 livres, magazines, journaux et autres imprimés. En 1928, ce chiffre atteignait 300 000. En 1939, la bibliothèque porte le nom de l'éducatrice, dramaturge et penseuse azerbaïdjanaise Mirza Fatali Akhundzadeh. En 2004, par décision du Conseil des ministres, la Bibliothèque a obtenu le statut de «nationale».
En 1999, la bibliothèque a commencé à travailler sur l'automatisation et l'informatisation. En 2000, la bibliothèque Internet a été ouverte sous la Bibliothèque nationale. Le centre de formation a été créé à la bibliothèque en 2001. En 2008, une salle de lecture virtuelle du fonds de thèse électronique de la bibliothèque d'État russe a été ouverte à la Bibliothèque nationale. Depuis 2005, la Bibliothèque nationale est membre de l'organisation internationale de la Conférence des bibliothécaires nationaux européens. Il coopère également avec l'Assemblée des bibliothèques d'Eurasie, la Bibliothèque européenne, le Conseil d'administration des bibliothèques nationales des pays turcophones et le Conseil des bibliothèques nationales de l'Organisation de coopération et de développement économiques.

## Bibliothèque présidentielle
La Bibliothèque présidentielle pour les affaires du Président de la République d'Azerbaïdjan a été créée en 2003 sur la base de deux bibliothèques: la ville de Bakou - Bibliothèque centrale de la ville (ancienne bibliothèque du nom de Lénine) et la Bibliothèque de la Section des services généraux de la République d'Azerbaïdjan Administration (ancienne bibliothèque de la Maison de l’éducation politique). La collection de la Bibliothèque se compose d'exemplaires de livres rares sur diverses langues publiés au XVI-XIX et au début du XXe siècle. La bibliothèque est dominée par des documents sur l'économie, la politique, la construction de l'État, le droit, la philosophie, les statistiques, l'histoire, la littérature et la linguistique. Généralement, le fonds de la bibliothèque comprend 250 magazines, journaux et autres périodiques publiés dans la république et dans d'autres pays.

## Bibliothèque scientifique centrale de l'ANAS
La Bibliothèque scientifique centrale de l'ANAS fonctionne depuis novembre 1923. Le fonds de la bibliothèque a été créé dans ses premières années. À cette époque, la collection de la bibliothèque comprenait 430 livres et 200 manuscrits. Au stade initial, l'intelligentsia azerbaïdjanaise a joué un rôle important dans l'organisation du fonds des bibliothèques. Ils ont remis à la bibliothèque des livres de leurs propres bibliothèques. En 1934, un fonds d'échange spécial a été créé au sein de la CEI pour l'échange de documents imprimés avec les organisations scientifiques de l'URSS et des pays étrangers.
En 1967, il déménage dans le bâtiment principal de l'ANAS, situé sur le campus de l'Académie IEC. En 1972, le système de bibliothèques centralisées de l'ANAS a été créé. Le but de la création de la Bibliothèque scientifique centrale est de promouvoir les réalisations politiques, économiques, sociales et culturelles de l'Azerbaïdjan, d'élargir l'utilisation de la langue azerbaïdjanaise dans les ressources d'information, d'améliorer le support informationnel de la recherche scientifique moderne.

## Bibliothèque de la jeunesse républicaine du nom de Jafar Jabbarli
La bibliothèque républicaine de la jeunesse a été fondée en 1928. Dans les premières années de sa création, la bibliothèque se composait d'un petit nombre de livres et d'un seul département de service. En 1937, la bibliothèque a été nommée en l'honneur de Jafar Jabbarli, l'un des fondateurs du drame azerbaïdjanais moderne. En 1976, par décret du ministère de la Culture de la République d'Azerbaïdjan du 5 février 1976, la bibliothèque a obtenu le statut de bibliothèque pour les jeunes.
La bibliothèque se compose de 9 départements. Son fonds est constamment enrichi par la littérature azerbaïdjanaise classique et moderne, la littérature mondiale, les dictionnaires et encyclopédies, les manuels, la littérature scientifique et populaire. Le fonds de la bibliothèque comprend 132 mille 399 exemplaires. Au 1er janvier 2015, le nombre de collections de la bibliothèque atteignait 132 000 399 exemplaires de livres, 2 000 382 CD et DVD. Le catalogue électronique du livre comprend 11500 livres, 186 CD et DVD
Bibliothèque centrale de la ville
La bibliothèque centrale de la ville (en Azerbaïdjanais. Mirzə Ələkbər Sabir adına Mərkəzi Şəhər Kitabxanası) a été ouverte en mars 1919 conformément à la décision du Département de la culture et de l'éducation de l'Union de la société de consommation azerbaïdjanaise, adoptée en 1918
En 1941, le premier service bibliographique a été créé à la Bibliothèque centrale de la ville

## Bibliothèque pour les malvoyants d'Azerbaïdjan
La bibliothèque pour les malvoyants d'Azerbaïdjan (en azerbaïdjanais Respublika Gözdənəlillər Kitabxanası) a été créée en 1981 conformément au décret du Présidium de l'administration centrale de la Société des aveugles d'Azerbaïdjan en date du 23 mai 1980.
En janvier 1994, la bibliothèque a été transférée au ministère de la Culture de l'Azerbaïdjan.
La bibliothèque contient des livres imprimés en braille, ainsi que des livres audio.